# Житие-мартирий
Житие-мартирий (лат. Acta Martyrum — мученические акты) — тип житийной церковной литературы, в которой описывается жизнь христианских мучеников. Термин происходит от греческого слова мученик (греч. martiros).

## Описание
Этот тип житий исторически сложился в Византийской империи и относится в первую очередь к раннехристианским святым, по времени это I век нашей эры.
В это время происходили гонения на христиан, когда практически все те, кто открыто исповедовал веру, становились мучениками.
Все произведения этого типа построены по одному типу повествования, они подчинены определённым литературным канонам, проводя героя через определённые ситуации (смысловые узлы):
1. Язычник проходит обряд крещения или сообщает о своей вере в Христа;
2. Через какое-то время представители сильных мира сего предлагают отречься от своей веры — принести жертву языческим богам;
3. Персонаж отказывается выполнить предложенное, при этом часто происходит столкновение веры язычников и христианина, в котором христианин побеждает. При этом часто происходят чудеса;
4. В ответ персонажа подвергают физическим мучениям, но он остаётся невредим или исцеляется сверхъестественным способом;
5. Неотрекшийся персонаж идёт на смерть сам или его ведут на смерть.

Эта схема достаточно естественна для построения литературного произведения, и раннехристианские авторы свободно работали в её рамках.
При этом византийские писатели противостояли выдающейся литературе эллинистической эпохи, такими авторами как Плутарх и Лонг.
Такая схема позволила сочетать в житии черты агиографии и беллетристики: в форме византийского романа были написаны история судьбы личности героя, лирическая линия произведения, в которую включены странствования, неожиданные встречи и разлуки, борьба с соперниками, похищения и т.п; кроме того, в качестве романа написана предопределённость сюжета.
Агиография — это житийность и мученичество описываемого персонажа.
Изложения житий святых настолько витиеваты, что литературоведы сравнивают их со светским романом, в который включены житийные элементы — видения и сны.